# Buranovskie Babusjki
Buranovskie Babusjki (Бурановские бабушки) er en russisk rockgruppe. Gruppen repræsenterede Rusland ved Eurovision Song Contest 2012, med sangen "Party for Everybody".

## Medlemmer
- Natalia Jakovlevna Pugacheva
- Alevtina Gennadievna Begisheva
- Granja Ivanovna Baisarova
- Zoya Sergeevna Dorodova
- Galina Nikolaevna Koneva
- Valentina Semyonovna Pjatchenko
- Olga Nikolaevna Tuktareva
- Ekaterina Semjonovna Shikljaeva
- Elizaveta Filippovna Zarbatova